# Beosus
Beosus is een geslacht van wantsen uit de familie bodemwantsen (Lygaeidae). Het geslacht werd voor het eerst wetenschappelijk beschreven door Amyot & Audinet-Serville in 1843.

## Soorten
Het genus bevat de volgende soorten:

- Beosus flexuosus Montrouzier, 1865
- Beosus laevicollis Montrouzier, 1865
- Beosus maritimus (Scopoli, 1763)
- Beosus quadripunctatus (Müller, 1766)